# Fondation du Commonwealth
La Fondation du Commonwealth est une organisation intergouvernementale qui a été créée par les chefs de gouvernement du Commonwealth en 1965, la même année que son organisation sœur, le Secrétariat du Commonwealth. Le siège de la Fondation est situé à Marlborough House, à Londres, un ancien palais royal qui a été attribué aux différentes institutions du Commonwealth par la reine Élisabeth II, chef du Commonwealth.

## Structure et gouvernance

### Historique
La Fondation du Commonwealth, avec son organisation sœur, le Secrétariat du Commonwealth ont été conçus à la Conférence de 1964 des premiers ministres du Commonwealth. L'idée d'un Secrétariat du Commonwealth a été émise par le Président Nkrumah du Ghana et le concept de la Fondation du Commonwealth a été lancé par Alec Douglas-Home, le Premier ministre britannique. Le gouvernement britannique a offert de contribuer pour moitié au budget annuel proposé à 250 000 £. Initialement, l'idée de localiser la Fondation à Londres a été rejetée au motif que le Secrétariat du Commonwealth était déjà basé là-bas. Toutefois, il a été ensuite convenu qu'il devrait être basé à Londres car de nombreuses associations professionnelles opérant dans tout le Commonwealth avaient des bureaux en Grande-Bretagne. 
Conformément à la note Agreed memorandum on the Commonwealth Foundation, un « éminent citoyen privé » devait être désigné comme président et chaque gouvernement membre ayant le droit «de nommer un membre du conseil d'administration" . En outre, un directeur devait être nommé. En 1965, il a été convenu que Sir Macfarlane Burnet devrait en être le premier président et John Chadwick le premier directeur. Le premier conseil d'administration était composé à la fois de personnalités indépendantes et d'ambassadeurs à Londres. Les personnalités indépendantes étaient Leslie Farrer-Brown (Grande-Bretagne), Escott Reid (Canada), Richard Campbell (Nouvelle-Zélande), Akintola Williams (Nigeria), Robert Loinsworth (Trinité-et-Tobago), Hugh Springer (Barbade) et C Columbos (Malte). Tous les autres pays membres étaient représentés par leurs hauts-commissaires basés à Londres. 
Alors que le Secrétariat du Commonwealth a été créé pour appuyer les efforts politiques du Commonwealth, la Fondation a vu le jour dans l'espoir de donner de la substance au vieux truisme selon lequel une Communauté est autant une association de peuples que de gouvernements. 
En 1966, la Fondation du Commonwealth a été enregistrée comme une association de bienfaisance selon la loi anglaise. L'acte de création, tel qu'enregistré auprès de la Charity Commission for England and Wales décrit ainsi les objectifs de la Fondation: maintenir et améliorer (dans l'intérêt du public) le niveau de connaissances et d'expérience dans les professions et les emplois auxiliaires qualifiés au sein du Commonwealth. Sur cette base, des objectifs plus spécifiques ont été développés en 1969 par Chadwick qui se résument comme suit: 
(1) encourager le développement des associations professionnelles dans l'ensemble du Commonwealth
(2) aider à créer des associations nationales professionnelles dans le cadre d'un processus général de « désanglicisation ». 
(3) promouvoir les activités professionnelles régionales.  
(4) encourager l'échange de compétences et d'expériences. 
(5) faciliter l'élargissement expérimental par le texte.
La Fondation a commencé à mettre en œuvre ces objectifs en se concentrant sur trois principaux domaines de travail : faciliter la création d'associations professionnelles au niveau du Commonwealth; diffuser des documents écrits et encourager le développement professionnel des individus. Vu le budget modeste de la Fondation, le rôle de l'organisation a été définie comme étant « plus catalytique qu'exécutif ». 
En 1979, le mandat de la Fondation a été étendu pour inclure le travail d'un large éventail d'organisations non gouvernementales impliquées notamment dans le développement rural, la protection sociale, le handicap, la discrimination sexuelle, les arts et la culture. 
En 1982, il a été décidé de repenser la Fondation comme une organisation internationale, un processus qui s'est terminé le 14 février 1983. Depuis lors, la mission de la Fondation du Commonwealth a continué à s'élargir et à se développer. Dans le but de renforcer la société civile et renforcer sa contribution au développement dans le Commonwealth, la Fondation travaille maintenant avec les organisations non-gouvernementales et bénévoles, les institutions religieuses, les médias et les syndicats. 
La Fondation du Commonwealth était déjà unique en tant qu'organe intergouvernemental créé uniquement pour soutenir la société civile, mais en 2004, la Fondation a pris une mesure supplémentaire de la révision de sa gouvernance pour y inclure des représentants de la société civile. Fait unique pour une organisation intergouvernementale, cinq membres de la société civile siègent maintenant au Conseil d'administration aux côtés des représentants des gouvernements des États membres. 

### Gouvernance
En 2009, le Conseil d'administration comprend tous les gouvernements des pays membres (généralement représentés par leur ambassadeurs à Londres) et cinq représentants de la société civile. Le Conseil se réunit une fois par an et est secondé par les Comités exécutifs et des subventions, qui se réunissent deux fois par an. En outre, il existe deux comités consultatifs, celui de la société civile dont les membres sont choisis parmi les ONG et les organismes professionnels à travers le Commonwealth et celui du Commonwealth Writers' Prize (« Prix des Écrivains du Commonwealth »).
Tout au long de son histoire, la Fondation a été dirigée par des personnalités connues. Le premier président de la Fondation a été Sir Macfarlane Burnet et le premier directeur John Chadwick. Aujourd'hui, le président de la Fondation est Simone de Comarmond, ancien ministre et secrétaire d'État de la République des Seychelles, et le directeur est Mark Collins, qui vient du Programme des Nations unies pour l'environnement (PNUE).

### Membres
La Fondation est ouverte à tous les pays du Commonwealth. En décembre 2009, elle comptait 47 membres : Afrique du Sud,Antigua-et-Barbuda, Australie, Bahamas, Barbade, Belize, Botswana, Brunei Darussalam Cameroun, Canada, Chypre, Dominique, Gambie, Ghana, Grenade, Guyane, Inde, Jamaïque, Kenya, Kiribati, Lesotho, Malawi, Malaisie, Maldives, Malte, Maurice, Mozambique, Namibie, Nouvelle-Zélande, Nigeria, Ouganda, Pakistan, Papouasie-Nouvelle-Guinée, Royaume-Uni, Sainte-Lucie, Saint-Vincent-et-les-Grenadines, Salomon, Samoa, Seychelles, Sierra Leone, Singapour, Sri Lanka, Swaziland, Tanzanie, Tonga, Trinité-et-Tobago et Zambie. En outre, la Fondation a un membre associé, Gibraltar (depuis 2004).
Le reste du Commonwealth des Nations est Bangladesh, Fidji, Nauru, Rwanda, Saint-Christophe-et-Niévès, Tuvalu et Vanuatu.

### Objectif et Mission
L'objectif de la Fédération du Commonwealth est d'être en mesure d'arriver à satisfaire leurs aspirations, à trouver leurs propres solutions et à assumer leur rôle dans la société; un Commonwealth où les citoyens, individuellement et collectivement, travailleraient pour le bien public au niveau local, national et international en faisant face aux défis mondiaux, en construisant des collectivités fortes et en promouvant les droits des citoyens; un Commonwealth où les organisations de la société civile réaliseraient leur plein potentiel, s'engageant avec les gouvernements et le secteur privé dans l'édification de la nation et la coopération internationale. 
La mission de la Fondation est de renforcer les organisations de la société civile à travers le Commonwealth, car elles favorisent la démocratie, le développement durable et favorisent la compréhension inter-culturelle. 

## La fondation à ses origines

### Les centres professionnels
Dans les années 1960, les associations professionnelles de nombreux pays du Commonwealth étaient presque inexistantes et manquaient de reconnaissance. En 1967, à la suite d'une réunion en Ouganda entre John Chadwick, directeur de la Fondation et des professionnels de divers secteurs, l'idée de la création d'un « Centre professionnel » a vu le jour. Quelques mois plus tard, la Fondation a accordé une subvention qui a contribué à soutenir le développement d'un Centre de formation professionnelle à Kampala, en Ouganda. En 1981, des centres de formation professionnelle étaient créés ou en projet, dans 18 pays du Commonwealth. Bien qu'il n'y ait pas de modèle commun, la plupart des centres ont cherché à promouvoir la coopération, le développement professionnel et à fournir des conseils aux gouvernements sur les politiques à suivre et les questions juridiques. 
Aujourd'hui, plusieurs de ces centres professionnels, ou leurs filiales, continuent de prospérer comme des organisations indépendantes (voir les liens externes ci-dessous). 